# FaceTime
FaceTime là một sản phẩm điện thoại di động độc quyền do Apple Inc. phát triển. FaceTime Audio là một phiên bản chỉ truyền âm thanh.
FaceTime hiện có trên các thiết bị di động được hỗ trợ chạy trên iOS và máy tính Macintosh chạy hệ điều hành Mac OS X 10.6.6 trở lên. Phiên bản video của FaceTime hỗ trợ bất kỳ thiết bị iOS nào với máy quay hướng về phía trước và bất kỳ máy tính Macintosh nào được trang bị một máy ảnh FaceTime. FaceTime Audio có thể dùng trên bất kỳ thiết bị iOS nào hỗ trợ iOS 7 hoặc mới hơn và bất kỳ máy Macintosh với một máy ảnh hướng về phía trước mà dùng Mac OS X 10.9.2 hoặc mới hơn.
CEO Steve Jobs công bố FaceTime vào ngày 7 tháng 6 năm 2010, kết hợp với iPhone 4, trong một bài phát biểu quan trọng tại Hội nghị phát triển toàn cầu của Apple năm 2010. Hỗ trợ cho iPod Touch thế hệ thứ tư (mô hình đầu tiên của iPod Touch được trang bị máy ảnh) đã được công bố kết hợp với việc phát hành thiết bị này vào ngày 8 tháng 9 năm 2010.
Apple đã mua tên "FaceTime" từ FaceTime Communications, công ty này sau đó đã đổi tên thành Actiance, Inc.